# Cytisus austriacus
Cytisus austriacus (зіновать австрійська як Chamaecytisus austriacus — вид трав'янистих рослин з родини бобові (Fabaceae), поширений у Середній і Південно-Східній Європі, у Північній Туреччині.

## Опис
Кущ 30—60 см. Гілки з густим і коротким притиснутим запушенням, так само як і черешки листя. Листки з ланцетними і вузько-ланцетними частками в 1.5–2.5 см завдовжки і 2–4 мм завширшки, на кінці гостроверхими, з більш-менш вираженим вістрям, по обидва боки густо притиснуто-волосисті. Суцвіття головчасте, з 6–10 квіток. Зазвичай суцвіття тільки на молодих пагонах. Квітки золотисто і блідо-жовті; чашечка конічні-дзвонові, 8–10 мм завдовжки, більш-менш густо-опушена більш-менш притиснутими і довгими волосками. Боби волохатою-волосисті, до 2 см завдовжки і 5 мм завширшки.

## Поширення
Поширений у Середній та Південно-Східній Європі й у Північній Туреччині.